# غريغوري مولامبا
غريغوري مولامبا (بالإنجليزية: Gregory Mulamba)‏ هو لاعب كرة قدم جنوب أفريقي في مركز الوسط، ولد في 31 أغسطس 1986 في جوهانسبرغ في جنوب أفريقيا. لعب مع اوكلاهوما سيتي أنرجي.